# 集市教堂 (漢諾威)
52°22′18″N 9°44′6″E / 52.37167°N 9.73500°E

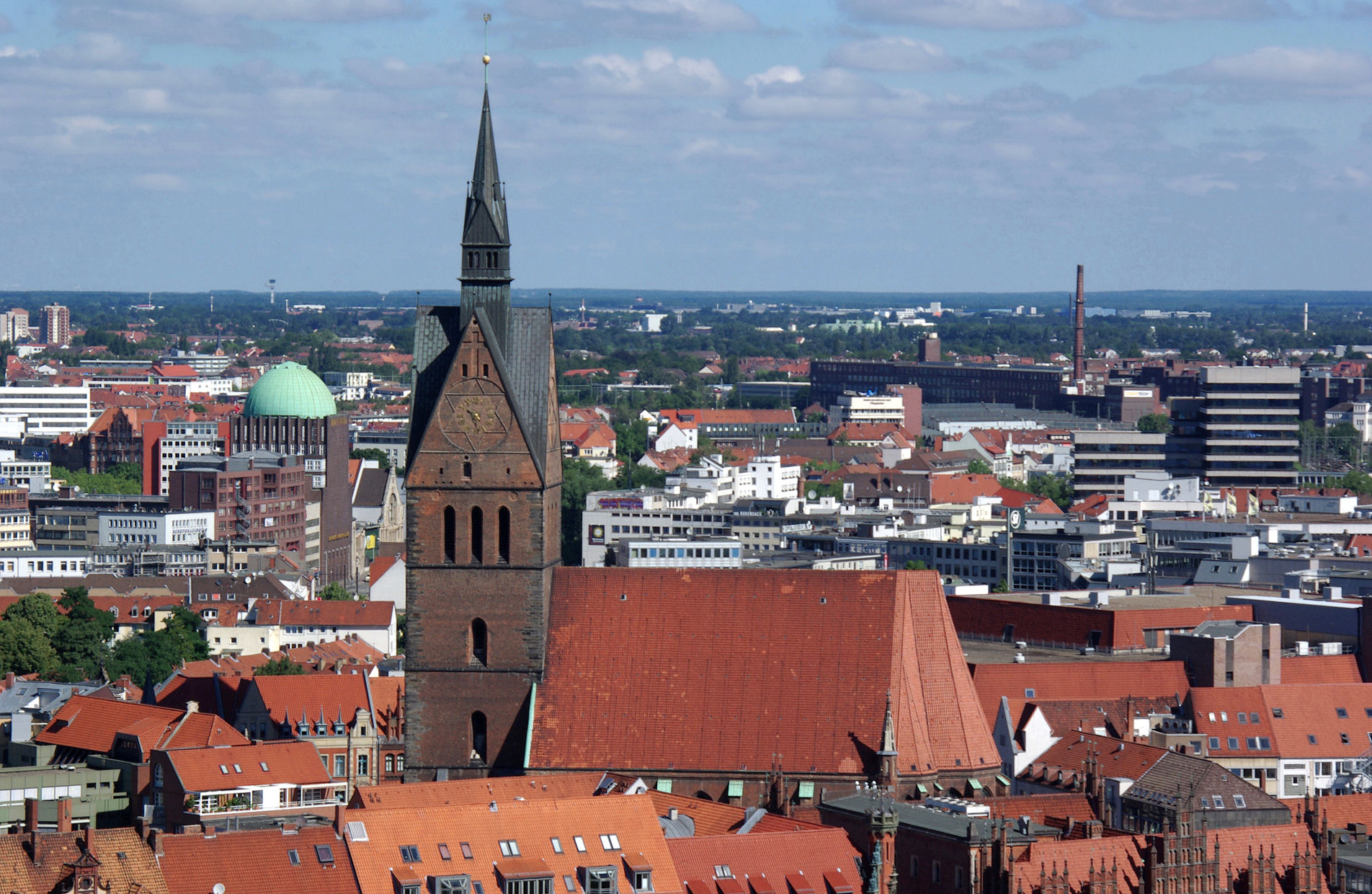

集市教堂（德語：Marktkirche）是位於德國北部城市漢諾威的一座路德宗的教堂，也是漢諾威主要的路德宗教堂。教堂修建於14世紀，和附近的舊市政廳並為北德磚哥特式建築的代表作。教堂在1943年的空襲中受損，在1952年得到修復。

## 外部連結
- 维基共享资源上的相關多媒體資源：集市教堂
- Marktkirche （页面存档备份，存于）  MyTravelGuide
- Kurze Kirchengeschichte der Altstadt Short history of the churches in the Old Town, kirche-hannover.de （德文）